# Saint-Élix-Theux
Saint-Élix-Theux – miejscowość i gmina we Francji, w regionie Oksytania, w departamencie Gers.

## Demografia
Według danych na rok 1990 gminę zamieszkiwało 131 osób, a gęstość zaludnienia wynosiła 16 osób/km² (wśród 3020 gmin regionu Midi-Pireneje Saint-Élix-Theux plasuje się na 932. miejscu pod względem liczby ludności, natomiast pod względem powierzchni na miejscu 1231.).